# Свольно (станція)
Сво́льно (біл. Сво́льна) — проміжна залізнична станція 5-го класу Вітебського відділення Білоруської залізниці на лінії Полоцьк — Бігосово між станцією Верхньодвінськ (12,5 км) та зупинним пунктом Беніславського (8,2 км). Розташована в селі Свольно Верхньодвінського району Вітебської області.

## Історія
Станція відкрита 1866 року під час будівництва Риго-Орловської залізниці.

## Пасажирське сполучення
На станції Свольно зупиняються регіональні поїзди економкласу сполученням Полоцьк — Бігосово.